# دم‌چنگالی
دم‌چنگالی(نام علمی: Enicurus) نام یک سرده از تیره مگس‌گیران است.

## گونه ها
- دم‌چنگالی کوچک, Enicurus scouleri
- دم‌چنگالی سوندا, Enicurus velatus
- دم‌چنگالی پس‌گردن‌بلوطی, Enicurus ruficapillus
- دم‌چنگالی پشت‌سیاه, Enicurus immaculatus
- دم‌چنگالی پشت‌توسی, Enicurus schistaceus
- دم‌چنگالی کاکل‌سفید, Enicurus leschenaulti
- دم‌چنگالی بورنئو, Enicurus borneensis[۱]
- دم‌چنگالی خال‌دار, Enicurus maculatus